# Neuropatia periferica da anticorpi anti-MAG
La neuropatia periferica da anticorpi anti-MAG è un tipo specifico di neuropatia periferica in cui il sistema immunitario della persona attacca le cellule che sono specifiche nel mantenere un sistema nervoso sano. Poiché queste cellule vengono distrutte dagli anticorpi, le cellule nervose nella regione circostante iniziano a perdere la funzione e creano molti problemi sia nella funzione sensoriale che in quella motoria. In particolare, gli anticorpi contro la glicoproteina associata alla mielina (MAG) danneggiano le  cellule di Schwann. Mentre il disturbo si verifica solo nel 10% delle persone affette da neuropatia periferica, le persone affette hanno sintomi come debolezza muscolare, problemi sensoriali e altri deficit motori che di solito iniziano sotto forma di tremore delle mani o difficoltà a camminare. Esistono, tuttavia, molteplici trattamenti che vanno da semplici esercizi per rafforzare la muscolatura a trattamenti farmacologici mirati che hanno dimostrato di migliorare la funzione nelle persone con questo tipo di neuropatia periferica.

## Scenario

### Mielinizzazione da parte delle cellule di Schwann
La mielina è una parte importante delle cellule neuronali e fornisce isolamento consentendo al potenziale d'azione del neurone di viaggiare più velocemente e in modo più coerente. Per fornire isolamento, sono avvolti più strati di membrana strettamente opposta attorno all'assone. Agendo come un isolante elettrico, la capacità di conduzione dell'assone viene notevolmente accelerata consentendo ai potenziali d'azione di viaggiare a una velocità molto più elevata, circa quindici volte più velocemente in alcuni casi. Questa capacità consente al sistema nervoso di inviare messaggi più velocemente e con maggiore precisione. La rottura della guaina mielinica sulle cellule che sono normalmente mielinizzate consente la dispersione del potenziale d'azione, proprio come un filo difettoso consente la dispersione dell'elettricità in un circuito. Ciò rallenta i messaggi inviati lungo quei nervi e ne interrompe il normale funzionamento.
Le cellule di Schwann sono le cellule del sistema nervoso periferico che creano e mantengono le guaine mieliniche sui neuroni. Queste sono le cellule gliali del sistema nervoso periferico e si trovano intorno agli assoni. I danni a queste cellule provocano la degenerazione della guaina mielinica e portano inevitabilmente a problemi di comunicazione per il sistema nervoso.

### Glicoproteina associata alla mielina
La glicoproteina associata alla mielina (MAG) è una glicoproteina specifica delle cellule di Schwann, che creano la mielina per le cellule nervose nel sistema nervoso periferico. La ricerca attraverso la clonazione del gene MAG del ratto ha dimostrato che si tratta di una proteina transmembrana di tipo I, il che significa che contiene domini sia all'interno della membrana cellulare che all'esterno della stessa. La formazione di questa glicoproteina è molto specifica per le cellule che formano la mielina e inizia molto presto nel processo di mielinizzazione per funzionare nello sviluppo precoce degli assoni nel sistema nervoso centrale. Continua ad essere relativamente alta anche negli animali maturi, suggerendo tuttavia che sia associata non solo alla formazione ma anche al mantenimento.
La ricerca su topi knockout, o topi con il gene MAG rimosso, ha dimostrato che questa glicoproteina serve fortemente nella formazione della mielina, ma mostra anche che lo sviluppo precoce del sistema nervoso periferico è relativamente normale anche senza la presenza di MAG. I topi knockout mostrano generalmente molti deficit motori, tuttavia, poiché invecchiano a causa della degenerazione degli assoni mielinizzati, suggeriscono ulteriormente la necessità di queste glicoproteine nel mantenimento delle guaine.
Sebbene non sia ancora chiaro l'esatto meccanismo o percorso attraverso il quale la MAG influisce sulla mielinizzazione, gli studi suggeriscono che ha un ruolo recettoriale per iniziare una trasduzione del segnale iniziata, mediante attivazione, da una fonte esterna. È stato anche dimostrato che la MAG si lega come ligando a un recettore sulla superficie assonale, il che suggerisce che lo stimolo esterno che attiva la creazione della mielina proviene dalla cellula nervosa o dalle cellule a cui sono legate queste glicoproteine.

### Anticorpi anti-MAG
Gli anticorpi vengono creati dal corpo che può quindi attaccare e interrompere la funzione delle glicoproteine associate alla mielina. È stato scoperto che questi anticorpi si legano al dominio esterno delle glicoproteine e inibiscono qualsiasi altra segnalazione. Poiché queste proteine sono importanti in varie cascate di segnali che alla fine portano le cellule di Schwann a creare mielina, questi anticorpi sostanzialmente bloccano la creazione di mielina che porta alla neuropatia periferica. C'è ancora molto dibattito, tuttavia, sulla reale causa della creazione di questi anticorpi. Ci sono state alcune ricerche che suggeriscono che questi anticorpi sono collegati a varie forme di amiloidosi poiché i pazienti con amiloidosi sperimentano elevati anticorpi anti-MAG che di solito portano a una forma di neuropatia. Ciò, tuttavia, non fornisce alcuna prova dei meccanismi alla base della creazione degli anticorpi.

## Sintomi

### Comuni
Le persone con questa malattia mostrano molti sintomi sensoriali e muscolari. La maggior parte dei pazienti ha un'atassia sensoriale, o perdita sensoriale a varie estremità, insieme a debolezza muscolare da lieve a moderata, che di solito inizia dalle dita dei piedi e si muove verso l'interno. La maggior parte dei pazienti presenta anche un tremore alle estremità, da lieve a moderato, che aumenta con il progredire della malattia.

### Severi
Sintomi più gravi si verificano dopo che la malattia progredisce e c'è molto più danno alle guaine mieliniche nel sistema nervoso periferico. Questi possono presentarsi come tremori debilitanti che impediscono ai pazienti di svolgere le normali attività, completa perdita sensoriale degli arti e, in alcuni casi, atrofia muscolare estesa.

## Diagnosi
La rilevazione di questo tipo di neuropatia si è concentrata principalmente sulla rilevazione della presenza di anticorpi perché gli anticorpi sono la causa principale della malattia. Gli anticorpi anti-MAG possono essere facilmente rilevati nel siero di un paziente utilizzando vari tipi di analisi, ma principalmente l'ELISA si è dimostrato più efficace. Esistono anche vari indicatori biologici, come elevate proteine del liquido spinale cerebrale e livelli monoclonali di IgM elevati. Questi possono anche essere testati sia tracciando siero di un paziente o prelevando il fluido spinale da una rachicentesi. 

## Trattamenti
Esistono trattamenti farmacologici e terapeutici per combattere questa malattia, tuttavia molti si sono dimostrati inefficaci.

### Immunoterapia e chemioterapia
Mentre l'immunoterapia funziona per alcuni pazienti nell'alleviare i sintomi minori, nel complesso le terapie più convenzionali che utilizzano steroidi, immunosoppressori, chemioterapia e immunoglobuline per via endovenosa non hanno aiutato la maggior parte dei pazienti. Ciò ha creato la necessità di sviluppare terapie sempre più innovative.

### Clorambucile e prednisone
Il clorambucile è un farmaco chemioterapico normalmente utilizzato per il trattamento della leucemia in quanto è spesso utilizzato come immunosoppressore e il prednisone è uno steroide che si è anche dimostrato particolarmente efficace come immunosoppressore. Questa combinazione di farmaci ha benefici minimi o nulli nella maggior parte dei pazienti, ma un piccolo numero vede piccoli miglioramenti come la diminuzione dei tremori. Tuttavia, questa combinazione non è stata molto efficace nei casi più gravi e non è considerata una terapia a lungo termine.

### Ciclofosfamide
La ciclofosfamide è un farmaco spesso utilizzato nel trattamento dei linfomi e agisce rallentando o arrestando la crescita cellulare. Funziona anche come immunosoppressore diminuendo la risposta immunitaria del corpo a varie malattie e condizioni. È stato scoperto che questo farmaco apporta miglioramenti significativi nelle persone con neuropatia anti-MAG alleviando la perdita sensoriale e contribuendo a migliorare la qualità della vita in pochi mesi. Esiste, tuttavia, il rischio di cancro a causa di questo trattamento e pertanto non viene utilizzato regolarmente.

### Fludarabina
La fludarabina è un farmaco normalmente utilizzato per il trattamento di neoplasie ematologiche e agisce come immunosoppressore. È stato dimostrato che migliora significativamente le condizioni nei pazienti con neuropatia, ma a causa della mancanza di studi non viene utilizzato regolarmente. Esiste anche il rischio di potenziale tossicità poiché il trattamento richiede un anno per stabilizzare il paziente.

### Immunoglobulina endovenosa
L'immunoglobulina endovenosa è un prodotto sanguigno somministrato per via endovenosa. È usato per trattare varie deficienze immunitarie e malattie autoimmuni. Sebbene questo si sia dimostrato efficace su vari tipi di disturbi, non ci sono studi che mostrino risultati promettenti in questa tecnica nel trattamento delle neuropatie anti-MAG.

### Farmaco più promettente: Rituximab
Il rituximab è considerato uno dei farmaci più promettenti nel trattamento della neuropatia periferica anti-MAG. Questo farmaco è un anticorpo monoclonale contro una proteina che si trova principalmente sulla superficie dei linfociti B che, se attaccati, distruggono i linfociti B. Questo farmaco è stato utilizzato come trattamento in molte malattie autoimmuni, linfomi e rigetto del trapianto. A causa della sua capacità di sopprimere il sistema immunitario, è stato usato per trattare la neuropatia anti-MAG nella speranza che distruggesse le cellule che mirerebbero alle glicoproteine necessarie sulle cellule di Schwann. Studi su pazienti hanno dimostrato che la maggior parte di loro sperimenta un marcato aumento delle capacità sensoriali e motorie entro i primi mesi di terapia. Esistono, tuttavia, studi a lungo termine che hanno dimostrato che il trattamento con rituximab può creare molti problemi immunitari. Come con la maggior parte dei farmaci immunosoppressori, esiste il rischio che altre infezioni e malattie che normalmente sono facilmente combattute dal sistema immunitario possano prendere piede. Gli studi hanno dimostrato che dopo un trattamento a lungo termine, i pazienti sperimentano molti di questi problemi e un declino della loro neuropatia. Ciò ha portato a ulteriori studi condotti sul profilo di sicurezza del farmaco e sull'efficacia complessiva come trattamento.
Sfortunatamente, studi più recenti hanno concluso che "il rituximab è inefficace nel migliorare la ISS nei pazienti con neuropatia demielinizzante IgM anti-MAG".

## Ricerca attuale
La ricerca attuale si è concentrata principalmente sulla determinazione delle opzioni di trattamento. Questo è stato studiato attraverso studi clinici con farmaci elencati in precedenza o attraverso nuove tecniche terapeutiche che ritardano la perdita di funzionalità. La maggior parte dei farmaci studiati sono immunosoppressori che possono attaccare gli anticorpi o altri aspetti nella speranza di prevenire danni alle cellule di Schwann. Questo, idealmente, previene la perdita di mielinizzazione sulle fibre nervose periferiche.